# Biskupi zwienigorodzcy

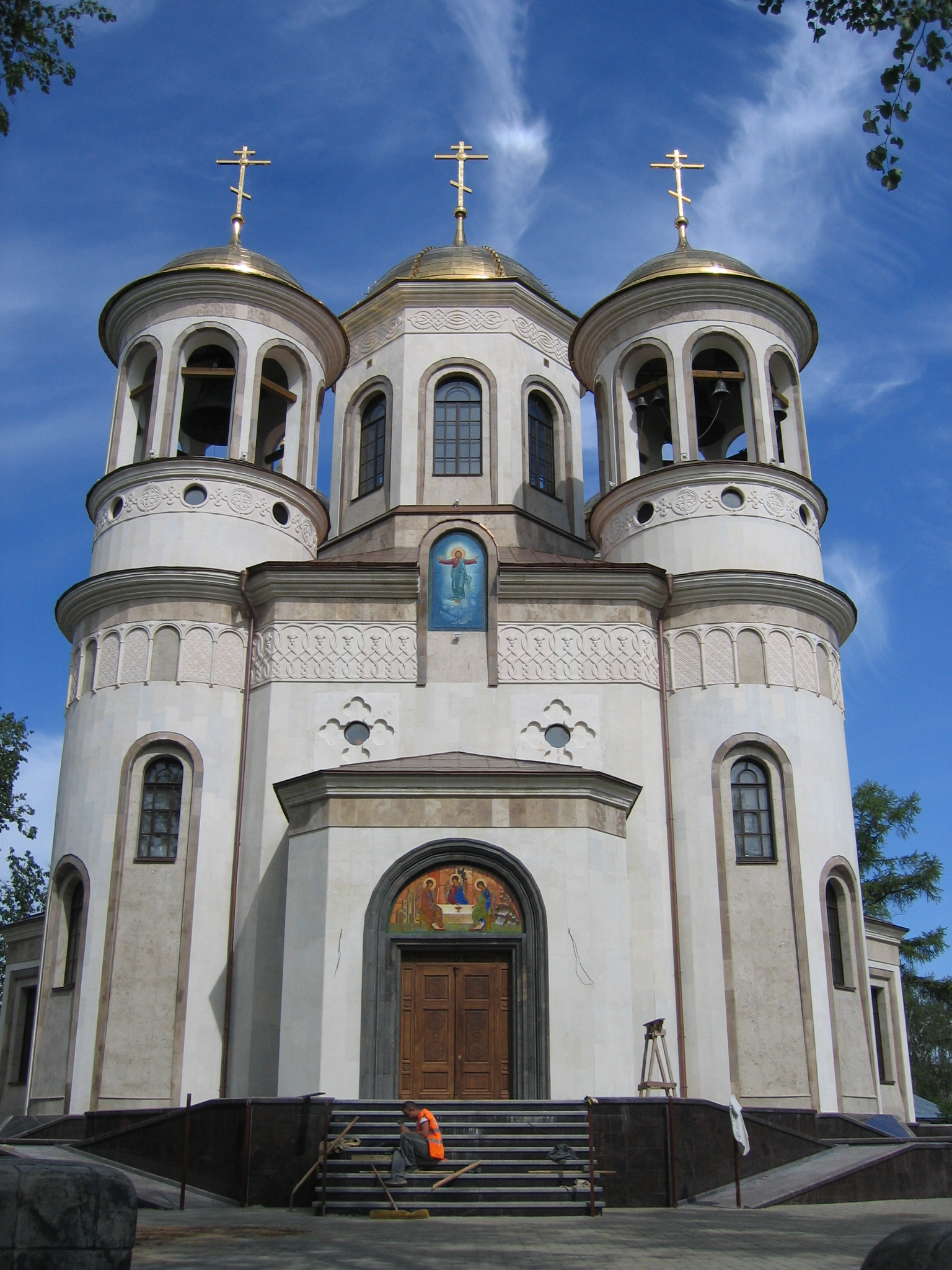
Sobór Wniebowstąpienia Pańskiego w Zwienigorodzie – katedra biskupów zwienigorodzkich

Biskupi zwienigorodzcy – wikariusze eparchii moskiewskiej Rosyjskiego Kościoła Prawosławnego.

## Historia
Jako pierwszy biskup Zwienigorodu wymieniany jest Daniel, biskup smoleński. Prawdopodobnie nie powstała wówczas jednak eparchia zwienigorodzka, a jedynie biskup Daniel rezydował wówczas w Zwienigorodzie. Daniel opuścił Smoleńsk na początku lat 80. XIV w. z powodu swoich promoskiewskich sympatii, kiedy to księstwo smoleńskie znalazło się w strefie wpływów Wielkiego Księstwa Litewskiego. Wygnany hierarcha otrzymał Zwienigorod w biskupie władanie z nominacji Dymitra Dońskiego i w 1383 wzmiankowany jest jako „władyka zwienigorodzki”. Jednakże część ówczesnych latopisów (głównie twerskie), nadal nazywa Daniela „biskupem smoleńskim”, nie bacząc na to, iż wówczas katedrę smoleńską objął już biskup Michał.
Prawdopodobnie po raz pierwszy jako wikariat eparchii moskiewskiej ustanowiono biskupstwo zwienigorodzkie w 1681 z katedrą biskupią w soborze Archangielskim na moskiewskim Kremlu. Jednakże w tym samym roku wikariat został zniesiony.
W 1921 reaktywowano biskupstwo zwienigorodzkie jako wikariat eparchii moskiewskiej, ale w 1931 ponownie je zniesiono. Kolejna reaktywacja nastąpiła 29 listopada 1962 decyzją Świętego Synodu Rosyjskiego Kościoła Prawosławnego.
W latach 1974–1995 biskupi zwienigorodzcy byli przedstawicielami Patriarchatu Moskiewskiego przy prawosławnym Patriarchacie Antiochii i całego Wschodu.

## Lista biskupów zwienigorodzkich
- 6 listopada – 24 grudnia 1681 – Nikita (Totiemski), następnie biskup kołomieński[b]
- 13 sierpnia 1921 – 1923 – Mikołaj (Dobronrawow), następnie administrator eparchii włodzimierskiej i suzdalskiej, nowomęczennik, święty prawosławny
- maj 1927 – 1931 – Filip (Gumilewski), następnie biskup włodzimierski i suzdalski
- 30 grudnia 1962 – 30 marca 1964 – Włodzimierz (Kotlarow), następnie biskup woroneski i borysoglebski
- 9 lipca 1966 – 28 listopada 1968 – Włodzimierz (Sabodan), późniejszy metropolita Kijowa i całej Ukrainy
- 3 września 1974 – 16 listopada 1979 – Anatol (Kuzniecow), następnie biskup ufimski
- 16 listopada 1979 – 26 czerwca 1985 – Walenty (Miszczuk), następnie biskup tambowski i miczuriński
- 21 lipca 1985 – 23 marca 1987 – Mikołaj (Szkrumko), następnie arcybiskup oriechowo-zujewski
- 7 sierpnia 1988 – 17 lutego 1997 – Nikander (Kowalenko)
- 17 kwietnia – 30 maja 2011 – Mikołaj (Czaszyn), następnie biskup salechardzki
- od 25 sierpnia 2020 – Teodoret (Tichonow)